# 马丁诺波利
马丁诺波利是巴西塞阿拉州的一个市镇。总面积298.948平方公里，总人口10304人，人口密度34.5人/平方公里。